# سیارک ۱۰۲۱۶
سیارک ۱۰۲۱۶ (به انگلیسی: 10216 Popastro، نامگذاری:1997SN3) ده هزار و دویست و شانزدهمین سیارک کشف شده‌است که در ۲۲ سپتامبر ۱۹۹۷ کشف شد.
قدر مطلق سیارک برابر ۲۶٫۹ است.